# Achird
Achird (Eta Cassiopeiae / η Cas), és una estrella doble situada a la constel·lació de Cassiopea.
L'estel principal del sistema, η¹, és un nan groc amb una magnitud aparent de +3,45 de la classe espectral G3V. La seva lluminositat és 1,3 vegades superior a la del Sol, amb un diàmetre poc més d'un 15% superior al del nostre estel, i només 1,07 vegades més massiu, cosa que el fa molt semblant a ell (que pertany a la classe espectral G2V). Alguns autors van pensar que seria un binari espectroscòpic de 9 dies de període, però això ja ha estat descartat.
La seva companya, η², és un nan taronja de la classe espectral K7V i magnitud aparent de +7,51. La seva lluminositat és de 0,07 vegades la solar, té un seu radi de la meitat del Sol, i 0,42 vegades la massa del nostre astre.
Els dos estels giren al voltant del seu centre de masses en una òrbita de 480 anys de període, i una separació mitjana de 71 unitats astronòmiques, encara que l'elevada excentricitat orbital fa que tal separació variï entre 36 unitats astronòmiques i 107 unitats astronòmiques.
El sistema Eta Cassiopeiae està en la llista d'estels similars al Sol que podrien tenir planetes semblants al nostre i que seran investigats pel Terrestrial Planet Finder; no obstant això, les cerques de planetes extrasolars fins avui no han trobat cap, i la baixa metal·licitat del sistema -amb poc més de la meitat de l'existent en el nostre Sol- ha fet pensar que no sembli molt probable que hi hagi planetes allí.
Existeixen a més sis components òptics, que en realitat es troben a molta major distància que η1 i η₂.